# Amfetamină
Amfetamina[A] (prescurtare de la alfa‑metilfenetilamină) este un stimulent potent al sistemului nervos central (SNC), utilizat în tratamentul tulburării de hiperactivitate cu deficit de atenție (ADHD), narcolepsiei, și obezității. Amfetamina a fost descoperită în 1887 și există sub forma a doi enantiomeri:[B] levoamfetamina și dextroamfetamină.

## În legislația din România
În România, amfetamina este inclusă în categoria drogurilor de mare risc, conform art. 1 din Legea 143/2000 privind prevenirea și combaterea traficului și consumului ilicit de droguri.
Se pedepsește oricare dintre următoarele operațiuni: cultivarea, producerea, fabricarea, experimentarea, extragerea, prepararea, transformarea, oferirea, punerea în vânzare, vânzarea, distribuirea, livrarea cu orice titlu, trimiterea, transportul, procurarea, cumpărarea, deținerea ori alte operațiuni privind circulația drogurilor de mare risc. Pedeapsa prevăzută de lege este închisoarea de la 5 la 12 ani.
Există și alte acțiuni interzise în urma consumului acestei substanțe, precum condusul de autovehicule. Art. 336 din Codul penal predepsește conducerea unui vehicul pe drumurile publice sub efectul substanțelor psihoactive (fiind inclusă aici și amfetamina) cu închisoare de la 1 la 5 ani. Deși această infracțiune presupune ca șoferul să se afle în mod efectiv sub efectul substanței la momentul conducerii, de multe ori intervin condamnări chiar și atunci când substanța este doar identificată în corp la mult timp de la consum, iar șoferul nu se mai afla sub influența ei.